# بوب جونسون (لاعب كرة قدم أمريكية)
بوب جونسون (بالإنجليزية: Bob Johnson)‏ هو لاعب كرة قدم أمريكية أمريكي، ولد في 19 أغسطس 1946 في غاري في الولايات المتحدة.

## وصلات خارجية
- روبرت جونسون على موقع مرجع كرة القدم المحترفة.كوم (الإنجليزية)